# Tsutomu Hanahara
Tsutomu Hanahara (花原勉, Hanahara Tsutomu), né le 3 janvier 1940 à Shimonoseki (préfecture de Yamaguchi) et mort le 5 février 2024 à Suginami (Tokyo), est un lutteur japonais spécialiste de la lutte gréco-romaine. 

## Carrière
Lors des Jeux olympiques d'été de 1964, qui se déroulent à domicile (à Shimonoseki), il remporte la médaille d'or dans la catégorie des -52 kg.

## Palmarès

### Jeux olympiques
- Jeux olympiques de 1964 à Tokyo,  Japon
  -  Médaille d'or